# Guzmania ekmanii
Guzmania ekmanii là một loài thực vật có hoa trong họ Bromeliaceae. Loài này được (Harms) Harms ex Mez mô tả khoa học đầu tiên năm 1935.